# Matagorda Bay

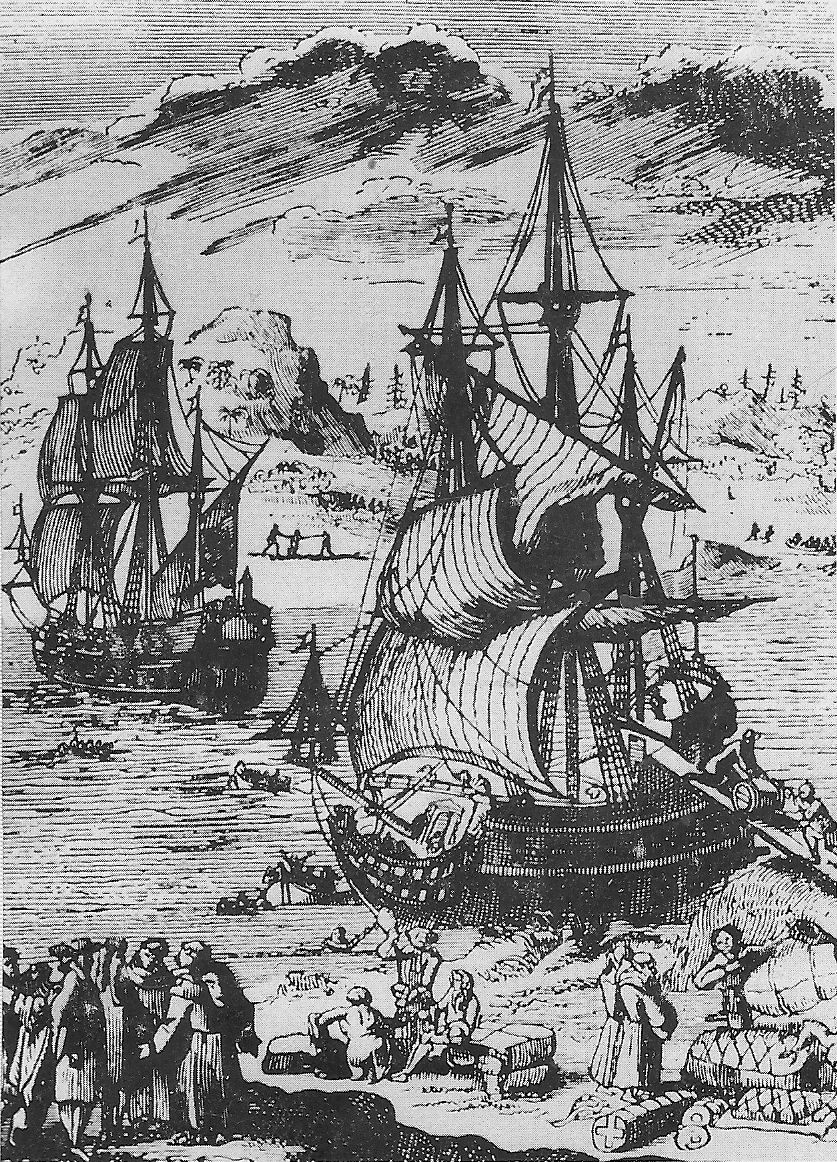
Landung La Salles in der Matagorda-Bucht (1685)

Die Matagorda Bay (dt. Matagorda Bucht) ist eine mehr als 40 km lange und ca. 40 km tief ins Landesinnere hineinragende, fast L-förmige, haffähnliche Bucht an der westlichen Golfküste von Texas, geschützt durch die vorgelagerte Matagorda-Halbinsel. Nordöstlich schließt sich, durch eine Landbrücke getrennt, die kleinere East Matagorda Bay an. Auch sie ist durch eine vorgelagerte Nehrung geschützt. Beide Buchten sind Teil des Innerküstenwasserweges (intracoastal waterway), der sich von Houston nach Süden bis zur mexikanischen Grenze hinzieht. Die Bucht ist berühmt für ihre Fischerei, Wassersport, Naturparks. Der Name leitet sich vom spanischen mata (dt. Busch) und gordo, -a (dt. dick, groß) ab und bedeutet dicker/großer Busch, was sich auf die ursprüngliche Vegetation an Riesenbambus (lat. Arundinaria gigantea, engl. giant bamboo, canebrake (dt. Rohrdickicht), rivercane (dt. Flussrohr)) bezieht.
In der Matagorda Bay gründete der französische Entdecker Robert Cavelier de La Salle 1685 eine außerplanmäßige Siedlung; beim Versuch, die Siedler zu evakuieren, versank 1686 das Segelschiff La Belle vor der Bucht.